# Shurangama Mantra
Il Shurangama Mantra è un mantra Dhāraṇī(o lungo mantra) buddista popolare in Cina, Giappone e Corea. Conosciuto anche come Surangamasutra, sans.; Lengyanjing, cin.; Ryogenkyo, giapp. Significa Sutra dell'Eroica Marcia o dell'azione eroica e dà il nome a due diversi Sutra del Mahayana.

## Origini
Il Mantra è stato, secondo il capitolo introduttivo del Śūraṃgama sūtra, tradizionalmente trasmesso dal Buddha Shakyamuni al Bodhisattva Mañjuśrī per proteggere il Bhikshu Ananda prima che diventasse un Arhat. Viene pronunciato nel Shurangama Sutra, (Volume 6) dal Buddha Shakyamuni.
Come il popolare mantra di sei sillabe "Oṃ Maṇi Padme Hūṃ", e il Grande Mantra della Compassione (Nilakantha dharani), anche questo è un mantra che riconduce alla pratica del Bodhisattva Avalokiteshvara.
Il Shurangama Mantra fa ampiamente riferimento a divinità buddiste (Ishtadevatà) come Bodhisattva Manjushri, Mahakala, Sitatapatra Vajrapani e i Cinque Dhyana Buddha, soprattutto il Buddha della Medicina (Akshobhya o Vajradhara) in Asia orientale.
È spesso usato per la protezione o purificazione di colui che medita ed è considerato parte del Buddismo Tantrico o Vajrayana o Buddismo Shingon in Giappone.

### Nomi
Il Sutra è chiamato in due modi diversi:

#### Surangamasamadhisutra
Tradotto dal sanscrito in cinese da Kumarajiva tra il 402 e il 412, è ritenuto autentico e originale ed è conservato nel Kanjur tibetano. È composto da due rotoli.

#### Buddhosnisasutra
Il Cornu lo indica come un apocrifo cinese. In base al catalogo cinese dello Zhesheng la traduzione è attribuita all'indiano Pramiti, che nel 705 con l'aiuto di Meghasikhara e dal letterato cinese Fangrong lo portò in Cina.

### Sinossi
Il sutra è un pretesto per iniziare l'insegnamento sottolineando una debolezza di Ananda, che si lascia irretire da una strega prostituta dal nome Matangi. Sul punto di infrangere i voti Ananda è soccorso da Manjushri, mandato dal Buddha in persona. In lacrime Ananda prega Buddha di insegnargli i mezzi salvifici della meditazione, per non ricadere in errore e raggiungere l'Illuminazione. Buddha gli rivela gli errori della mente ordinaria, le otto conoscenze, la vacuità delle percezioni dualistiche, il karma, la meditazione univoca, il Tathagatagarbha, l'Illuminazione istantanea e i mezzi per conseguirla da sé ed il samādhi detto "dell'azione eroica", l'azione dei bodhisattva che operano per il bene altrui, i sei regni dell'esistenza condizionata e le loro cause karmiche. Inoltre il Buddha mette in guardia Ananda contro i tranelli dei cinque aggregati e i loro stadi meditativi.

## Mantra

### Prima Stanza
na mwo sa dan two

su chye dwo ye

e la he di

san myau san pu two sye

na mwo sa dan two

fwo two jyu jr shai ni shan

na mwo sa pe

bwo two bwo di

sa dwo pi bi

na mwo sa dwo nan

san myau san pu two jyu jr nan

swo she la pe jya

seng chye nan

na mwo lu ji e lwo han dwo nan

na mwo su lu dwo bwo nwo nan

na mwo swo jye li two chye mi nan

na mwo lu ji san myau chye dwo nan

san myau chye be la di bwo dwo nwo nan

na mwo ti pe li shai nan

na mwo syi two ye

pi di ye

two la li shai nan

she pwo nu

jya la he

swo he swo la mwo two nan

na mwo ba la he mwo ni

na mwo yin two la ye

na mwo pe chye pe di

lu two la ye

wu bwo be di

swo syi ye ye

na mwo pe chye pe di

nwo la ye

na ye

pan je mwo he san mwo two la

na mwo syi jye li dwo ye

na mwo pe chye pe di

mwo he jya la ye

di li bwo la na

chye la pi two la

bwo na jya la ye

e di mu di

shr mwo she nwo ni

pe syi ni

mwo dan li chye na

na mwo syi jye li dwo ye

na mwo pe chye pe di

dwo two chye dwo jyu la ye

na mwo be tou mwo jyu la ye

na mwo ba she la jyu la ye

na mwo mwo ni jyu la ye

na mwo chye she jyu la ye

na mwo pe chye pe di

di li cha

shu la syi na

bwo la he la na la she ye

dwo two chye dwo ye

na mwo pe chye pe di

na mwo e mi dwo pe ye

dwo two chye dwo ye

e la he di

san myau san pu two ye

na mwo pe chye pe di

e chu pi ye

dwo two chye dwo ye

e la he di

san myau san pu two ye

na mwo pe chye pe di

bi sha she ye

jyu lu fei ju li ye

bwo la pe la she ye

dwo two chye dwo ye

na mwo pe chye pe di

san bu shr bi dwo

sa lyan nai la la she ye

dwo two chye dwo ye

e la he di

san myau san pu two ye

na mwo pe chye pe di

she ji ye mu nwo ye

dwo two chye dwo ye

e la he di

san myau san pu two ye

na mwo pe chye pe di

la dan na ji du la she ye

dwo two chye dwo ye

e la he di

san myau san pu two ye

di pyau

na mwo sa jye li dwo

yi tan pe chye pe dwo

sa dan two chye du shai ni shan

sa dan dwo bwo da lan

na mwo e pe la shr dan

bwo la div

yang chi lav

sa la pe

bwo dwo jye la he

ni jye la he

jye jya la he ni

ba la bi di ye

chr two ni

e jya la

mi li ju

bwo li dan la ye

ning jye li

sa la pe

pan two nwo

mu cha ni

sa la pe

tu shai jya

tu syi fa

bwo na ni

fa la ni

je du la

shr di nan

jye la he

swo he sa la rau she

pi dwo beng swo na jye li

e shai ja bing she di nan

na cha cha dan la rau she

bwo la sa two na jye li

e shai ja nan

mwo he jye la he rau she

pi dwo beng sa na jye li

sa pe she du lu

ni pe la rau she

hu lan tu syi fa

nan je na she niv

pi sha she

syi dan la

e ji ni

wu two jya la rau she

e bwo la shr dwo jyu la

mwo he bwo la jan chr

mwo he dye dwo

mwo he di she

mwo he shwei dwo she pe la

mwo he ba la pan two la

pe syi ni

e li ye dwo la

pi li jyu jr

shr pe pi she ye

ba she la mwo li di

pi she lu dwo

bwo teng wang jya

ba she la jr he nwo e je

mwo la jr pe

bwo la jr dwo

ba she la shan chr

pi she la je

shan dwo she pi ti pe bu shr dwo

su mwo lu bwo

mwo he shwei dwo

e li ye dwo la

mwo he pe la e bwo la

ba she la shang jye la jr pe

ba she la

jyu mwo li

jyu lan two li

ba she la he sa dwo je

pi di ye

chyan je nwo

mwo li jya

ku su mu pe

jye la dwo nwo

pi lu je na

jyu li ye

ye la tu

shai ni shan

pi je lan pe mwo ni je

ba she la jya na jya bwo la pe

lu she na

ba she la dwun jr je

shwei dwo je

jya mwo la

cha che shr

bwo la pe

yi di yi di

mu two la

jye na

swo pi la chan

jywe fan du

yin tu na mwo mwo sye

### Seconda Stanza
wu syin

li shai jye na

bwo la she syi dwo

sa dan two

chye du shai ni shan

hu syin du lu yung

jan pe na

hu syin du lu yung

syi dan pe na

hu syin du lu yung

bwo la shai di ye

san bwo cha

na jye la

hu syin du lu yung

sa pe yau cha

he la cha swo

jye la he rau she

pi teng beng sa na jye la

hu syin du lu yung

je du la

shr di nan

jye la he

swo he sa la nan pi teng beng sa na la

hu syin du lu yung

la cha

pe chye fan

sa dan two

hye du shai ni shan

bwo la dyan

she ji li

mwo he swo he sa la

bwo shu swo he sa la

shr li sha

jyu jr swo he sa ni

di li e bi ti shr pe li dwo

ja ja ying jya

mwo he ba she lu two la

di li pu pe na

man cha la

wu syin

swo syi di

bwo pe du

mwo mwo

yin tu na mwo mwo sye

### Terza Stanza
la she pe ye

ju la be ye

e chi ni pe ye

wu two jya pe ye

pi sha pe ye

she sa dwo la pe ye

pe la jau jye la pe ye

tu shai cha pe ye

e she ni pe ye

e jya la

mi li ju pe ye

two la ni bu mi jyanv

bwo chye bwo two pe ye

wu la jya pe dwo pe ye

la she tan cha pe ye

nwo chye pe ye

pi tyau dan pe ye

su bwo la na pe ye

yau cha jye la he

la cha sz jye la he

bi li dwo jye la he

pi she je jye la he

bu dwo jye la he

jyou pan cha jye la he

bu dan na jye la he

jya ja bu dan na jye la he

syi chyan du jye la he

e bwo syi mwo la jye la he

wu tan mwo two jye la he

che ye jye la he

syi li pe di jye la he

she dwo he li nan

jye pe he li nan

lu di la he li nan

mang swo he li nan

mi two he li nan

mwo she he li nan

she dwo he li nyu

shr bi dwo he li nan

pi dwo he li nan

pe dwo he li nan

e shu je he li nyu

jr dwo he li nyu

di shan sa pi shan

sa pe jye la he nan

pi two ye she

chen two ye mi

ji la ye mi

bwo li ba la je jya

chi li dan

pi two ye she

chen two ye mi

ji la ye mi

cha yan ni

chi li dan

pi two ye she

chen two ye mi

ji la ye mi

mwo he bwo su bwo dan ye

lu two la

chi li dan

pi two ye she

chen two ye mi

ji la ye mi

nwo la ye na

chi li dan

pi two ye she

chen two ye mi

ji la ye mi

dan two chye lu cha syi

chi li dan

pi two ye she

chen two ye mi

ji la ye mi

mwo he jya la

mwo dan li chye na

chi li dan

pi two ye she

chen two ye mi

ji la ye mi

jya bwo li jya

chi li dan

pi two ye she

chen two ye mi

ji la ye mi

she ye jye la

mwo du jye la

sa pe la two swo da na

chi li dan

pi two ye she

chen two ye mi

ji la ye mi

je du la

pe chi ni

chi li dan

pi two ye she

chen two ye mi

ji la ye mi

pi li yang chi li jr

nan two ji sha la

chye na bwo di

swo syi ye

chi li dan

pi two ye she

chen two ye mi

ji la ye mi

na jye na she la pe na

chi li dan

pi two ye she

chen two ye mi

ji la ye mi

e lwo han

chi li dan

pi two ye she

chen two ye mi

ji la ye mi

pi dwo la chye

chi li dan

pi two ye she

chen two ye mi

ji la ye mi

ba she la bwo ni

jyu syi ye jyu syi ye

jya di bwo di chi li dan

pi two ye she

chen two ye mi

ji la ye mi

la cha wang

pe chye fan

yin tu na mwo mwo sye

### Quarta Stanza
pe chye fan

sa dan dwo bwo da la

na mwo tswei du di

e syi dwo na la la jya

bwo la pe syi pu ja

pi jya sa dan dwo be di li

shr fwo la shr fwo la

two la two la

pin two la pin two la

chen two chen two

hu syin hu syin

pan ja pan ja pan ja pan ja pan ja

swo he

syi syi pan

e mu jye ye pan

e bwo la ti he dwo pan

pe la bwo la two pan

e su la

pi two la

bwo jya pan

sa pe ti pi bi pan

sa pe na chye bi pan

sa pe yau cha bi pan

sa pe chyan ta pe bi pan

sa pe bu dan na bi pan

jya ja bu dan na bi pan

sa pe tu lang jr di bi pan

sa pe tu sz bi li

chi shai di bi pan

sa pe shr pe li bi pan

sa pe e bwo syi mwo li bi pan

sa pe che la pe na bi pan

sa pe di di ji bi pan

sa pe dan mwo two ji bi pan

sa pe pi two ye

la shr je li bi pan

she ye jye la

mwo du jye la

sa pe la two swo two ji bi pan

pi di ye

je li bi pan

je du la

fu chi ni bi pan

ba she la

jyu mwo li

pi two ye

la shr bi pan

mwo he bwo la ding yang yi

chi li bi pan

ba she la shang jye la ye

bwo la jang chi la she ye pan

mwo he jya la ye

mwo he mwo dan li jya na

na mwo swo jye li dwo ye pan

bi shai na bei ye pan

bwo la he mwo ni ye pan

e chi ni ye pan

mwo he jye li ye pan

jye la tan chr ye pan

mye dan li ye pan

lau dan li ye pan

je wen cha ye pan

jye lwo la dan li ye pan

jya bwo li ye pan

e di mu jr dwo

jya shr mwo she nwo

pe sz ni ye pan

yan ji jr

sa two pe sye

mwo mwo yin tu na mwo mwo sye

### Quinta Stanza
tu shai ja jr dwo

e mwo dan li jr dwo

wu she he la

chye pe he la

lu di la he la

pe swo he la

mwo she he la

she dwo he la

shr bi dwo he la

ba lyau ye he la

chyan two he la

bu shr bwo he la

pwo la he la

pe sye he la

be bwo jr dwo

tu shai ja jr dwo

lau two la jr dwo

yau cha jye la he

la cha swo jye la he

bi li dwo jye la he

pi she je jye la he

bu dwo jye la he

jyou pan cha jye la he

syi chyan two jye la he

wu dan mwo two jye la he

che ye jye la he

e bwo sa mwo la jye la he

jai chywe ge

cha chi ni jye la he

li fwo di jye la he

she mi jya jye la he

she jyu ni jye la he

mu two la

na di jya jye la he

e lan pe jye la he

chyan du bwo ni jye la he

shr fwo la

yin jya syi jya

jywe di yau jya

dan li di yau jya

je tu two jya

ni ti shr fa la

bi shan mwo shr fa la

bwo di jya bi di jya

shr li shai mi jya

swo ni bwo di jya

sa pe shr fa la

shr lu ji di

mwo two pi da lu jr chyan

e chi lu chyan

mu chywe lu chyan

jye li tu lu chyan

jya la he

jye lan jye na shu lan

dan dwo shu lan

chi li ye shu lan

mwo mwo shu lan

ba li shr pe shu lan

bi li shai ja shu lan

wu two la shu lan

jye jr shu lan

ba syi di shu lan

wu lu shu lan

chang chye shu lan

he syi dwo shu lan

ba two shu lan

swo fan ang chye

bwo la jang chye shu lan

bu dwo bi dwo cha

cha chi ni

shr pe la

two tu lu jya

jyan du lu ji jr

pe lu dwo pi sa bwo lu

he ling chye

shu sha dan la

swo na jye la

pi sha yu jya

e chi ni

wu two jya

mwo la pi la

jyan dwo la

e jya la

mi li du

da lyan bu jya

di li la ja

bi li shai jr jya

sa pe na jyu la

sz yin chye bi

jye la li yau cha

dan la chu

mwo la shr

fei di shan

swo pi shan

syi dan dwo bwo da la

mwo he ba she lu shai ni shan

mwo he bwo lai jang chi lan

ye bwo tu two

she yu she nwo

byan da li na

pi two ye

pan tan jya lu mi

di shu

pan tan jya lu mi

bwo la pi two

pan tan jya lu mi

dwo jr two

nan

e na li

pi she ti

pi la ba she la

two li

pan two pan two ni

ba she la bang ni pan

hu syin du lu yung pan

swo pe he.

## Pronuncia
Per una corretta pronuncia si consiglia di far riferimento alle registrazioni presenti sul sito della Dharma Realm Buddhist Association